# Вуйтовиці (Нижньосілезьке воєводство)
Вуйтовиці (пол. Wójtowice, нім. Voigtsdorf) — село в Польщі, у гміні Бистшиця-Клодзька Клодзького повіту Нижньосілезького воєводства.
Населення — 156 осіб (2011).
У 1975-1998 роках село належало до Валбжиського воєводства.

## Демографія
Демографічна структура станом на 31 березня 2011 року:
|          | Загалом | Допрацездатний вік | Працездатний вік | Постпрацездатний вік |
| -------- | ------- | ------------------ | ---------------- | -------------------- |
| Чоловіки | 81      | 14                 | 61               | 6                    |
| Жінки    | 75      | 13                 | 45               | 17                   |
| Разом    | 156     | 27                 | 106              | 23                   |